# Michel van der Horst
Michel van der Horst (Deventer, 8 april 1975) is een Nederlands dartsspeler. Zijn bijnaam luidt The Invisible Man. Hij speelt in de WDF en heeft in de PDC gespeeld.
Van 2009 tot 2016, en later van 2017 tot 2020 speelde Van der Horst voor de BDO.

## Resultaten op Wereldkampioenschappen

### BDO
- 2015: Laatste 32 (verloren van Jamie Hughes met 1-3)